# Connla Cáem
Connla Cáem (il bello), anche conosciuto come Connla Cruaidchelgach (lama insanguinata) (fl. V secolo a.C.), figlio di Irereo, fu un leggendario re supremo d'Irlanda del V secolo a.C..
Dopo aver ucciso il precedente re Fer Corb, regnò per quattro o venti anni. Alla morte gli successe Ailill Caisfhiaclach.

## Fonti
- Seathrún Céitinn, Foras Feasa ar Éirinn 1.30
- Annali dei Quattro Maestri M4737-4757